# NGC 5310
NGC 5310 ist ein einzelner Stern im Sternbild Jungfrau (Rektaszension: 13:49:47.8; Deklination: +00:04:10). Er wurde am 30. April 1859 von Phillip Sidney Coolidge bei einer Beobachtung irrtümlich für eine Galaxie gehalten und erlangte so einen Eintrag in den Katalog.